# Zeche Backwinkler Erbstolln
Die Zeche Backwinkler Erbstolln war ein Steinkohlenbergwerk im Bochumer Stadtteil Wiemelhausen. Obwohl die Mutung für den Oberstollen erst 1774 erfolgte, wurde bereits seit 1750 in einem Stollen Steinkohle abgebaut. Der Name der Zeche wird wohl auf ein Gut zurückgeführt, das in der Nähe des Erbstollens lag.

## Geschichte
Im Jahr 1774 wurde das Oberstollenmundloch westlich des Dorfes Wiemelhausen angelegt. Im gleichen Jahr erfolgte der Abbau über der Stollensohle auf einer Länge von 400 Metern streichend. Acht Jahre später wurde 1782 ein tieferer Stollen am Drusenberg südlich der Wasserstraße angelegt, um eine größere Bauhöhe zu erreichen. Im gleichen Jahr erfolgte die Erbstollenmutung des Stollens Berlin. Im Jahr 1783 befanden sich auf dem Oberstollen bereits drei Förderschächte. Im Jahr 1797 erreichte ein tieferer Stollen eine Länge von 502 Metern. Ein tonnlägiger Förderschacht wurde geteuft. Es erfolgte eine erneute Mutung unter dem Namen Backwinkler Erbstolln, das Bergwerk wurde seitdem so genannt. Um 1800 wurde der Oberstollen aufgegeben und zwischen 1800 und 1805 abgebaut. Der tiefe Stollen erreichte im Jahr 1805 eine Länge von 540 Metern, er befand sich in einem schlechten Zustand.
Am 19. Juni 1806 ereignete sich ein Flözbrand. Noch im selben Jahr wurde der Betrieb eingestellt. Im Jahr 1823 wurden die Berechtsamen Backwinkel und Backwinkler Erbstolln zum Backwinkler Erbstolln konsolidiert. Ein Jahr später wurde am 22. Februar das Längenfeld Backwinkler Erbstolln verliehen. Um 1843 wurde die Berechtsame Friedrichstollen abgebaut. Im Jahr 1846 war der Erbstollen verbrochen, die geplante Aufwältigung wurde vermutlich nicht durchgeführt, der Betrieb der Stollenzeche wurde eingestellt. Am 2. Februar 1853 wurde das Längenfeld in ein Geviertfeld (1 km2) umgewandelt, allerdings erfolgte in dem Feld kein Abbau. Der in 1867 gefasste Plan zur Anlegung eines Tiefbaus wurde nicht realisiert. Zwei Jahre später, im Jahre 1869, erfolgte dann die Konsolidierung zur Zeche Prinz Regent.